# Эбелинг, Константин Карлович
Константин Карлович Эбелинг (16 апреля 1826 — 3 сентября 1886) — контр-адмирал Российского императорского флота.

## Биография
Младший сын переводчика в Департаменте внешней торговли Карла Карловича Эбелинга (1798—1871) от его брака с Марией Осиповной Рибас (1792—1854), незаконной дочерью адмирала О. М. Дерибаса; крестник И. С. Горголи. Его братья: Эммануил (1821—1855; умер от ран, полученных при обороне Севастополя) и Юлий (1823—1841); сестра Мария (1827—1876; жена генерал-майора Михаила Иосифовича Сабира).
В четырнадцать лет был отдан в морской кадетский корпус, через три года был произведен в гардемарины, а 1 августа 1845 года в мичманы и до 1852 года ходил в Балтийском море на кораблях: «Арсис» и «Финланд» и фрегате «Церера», причём 6 декабря 1850 года был произведен в лейтенанты, а ровно через год зачислен по флоту и назначен адъютантом к начальнику 2-й флотской дивизии.
С 1852 по 1856 год он служил на Балтийском флоте на корабле «Святой Георгий Победоносец», пароходофрегате «Храбрый» и корвете «Князь Варшавский», при этом защищал во время Крымской войны город Кронштадт от возможного нападения англо-французского флота.
В 1856 году он получил в командование винтовую лодку «Звон», а в следующем году был уволен для службы на коммерческих судах, но уже через два с половиной года снова поступил на действительную военную службу и был зачислен в 21-й флотский экипаж. В 1860 году он был произведен в капитан-лейтенанты, а еще через три года награждён орденом Святого Станислава 3-й степени. Командуя с 1861 по 1868 год пароходофрегатом «Храбрый», Эбелинг крейсировал в Балтийском море и в это время, 27 марта 1866 года, был произведен в капитаны 2-го ранга.
Затем по 1872 год он последовательно командовал пароходами «Аракс» и «Волга», причём в 1872 году, за 25 лет службы в офицерских чинах, получил орден Святого Владимира, а за год перед тем, 1 января 1871 года, был произведен в капитаны 1-го ранга.
В 1873 году К. К. Эбелинг был прикомандирован к 8-му флотскому экипажу, при котором находился до конца своей службы. 22 мая 1879 года он был произведен в контр-адмиралы, с увольнением от службы. После этого он поселился в столице Российской империи, где и жил до самой своей смерти.
Константин Карлович Эбелинг скончался в городе Санкт-Петербурге 3 сентября 1886 года, на 61-м году жизни. Похоронен на Смоленском кладбище.

## Семья
От брак с дочерью полковника, Ольгой Павловной Дебиль (10.05.1836—25.07.1898), имел девять детей: Мария (1855 — после 1917), Константин (1857—1899; коллежский секретарь), Эммануил (1859—1882), Владимир (1861—1896), Ольга (1863—1941; умерла в блокаду), Евгений (1867—1899), Елена (1870—1942; умерла в блокаду), Валентина (1871—1942; умерла в блокаду) и Николай (1875 — после 1917).